# آیتور گالدوس
آیتور گالدوس (اسپانیایی: Aitor Galdós‎؛ زادهٔ ۹ نوامبر ۱۹۷۹) دوچرخه‌سوار اهل اسپانیا است. وی در مسابقات جیرو دیتالیا شرکت کرده است.